# Bosc Mitger
|  | Per a altres significats, vegeu «Serra de Bosc Mitger». |

El bosc Mitger és un bosc a cavall dels termes municipals de Castellcir i de Monistrol de Calders. És un topònim modern, de caràcter descriptiu: és el bosc que fa de partió (paret mitgera) entre dos territoris clarament diferenciats al llarg dels segles: la vall de Marfà, principalment en el sector de la Closella, respecte del terme de Monistrol de Calders. És a l'extrem de llevant del terme monistrolenc i a l'extrem sud-oest de l'enclavament de la Vall de Marfà, del terme de Castellcir. És a l'esquerra del torrent de Colljovà i a la dreta de la riera de Sant Joan, les valls dels quals separa. En el seu sector de ponent s'alça la muntanya del Trompo. Corona el Bosc Mitger la Serra de Bosc Mitger, en part termenal entre Monistrol de Calders i Castellcir. Després del gran incendi del 2003 que afectà Granera i Monistrol de Calders, s'obrí a la carena del Bosc Mitger un enorme tallafocs que deixa una gran ferida en aquella zona boscosa.